# 島津忠長 (都城家)
島津 忠長（しまづ ただなが）は、江戸時代前期の薩摩藩士。都城私領主である都城島津家17代当主。

## 生涯
正保2年（1645年）、江戸にて2代薩摩藩主島津光久の三男として生まれる。寛文2年（1662年）、次兄の北郷家16代当主・久定が継嗣無く19歳で早世したため、弟で喜入家の養子となっていた忠長が、島津宗家の命により北郷家を相続することとなった。この時、宗家の命により、久定の室である北郷家15代当主久直の娘・千代松を娶り、家名を北郷から島津へと改めたので、それ以降、都城島津家と称するようになった。ただし、島津を称したのは都城領主である本家だけであり、その他の庶流は以後も北郷を称し続けた。
父である藩主・光久は、都城島津家は代々島津宗家に忠節を尽くしておりその家名を汚すことのないようにすること、都城は他藩に接しており防備に心を配ること、文武を怠らないことなどの教訓書を忠長に与えている。忠長は英邁で武を好み、光久に従い江戸へ赴いた時、槍術を湯浅武兵衛に、軍法を澤崎主水に学び奥義を極めたとされるが、寛文10年（1670年）、江戸にて26歳で病死した。継嗣なく、八弟の久理が家督を相続した。